# Marcial Maciel
Marcial Maciel Degollado LC (Cotija de la Paz, Michoacán, México, 10 de março de 1920 — Jacksonville, 30 de janeiro de 2008) foi o fundador dos Legionários de Cristo e do movimento Regnum Christi e predador sexual. Sua mãe, Maura Degollado Guízar, era sobrinha de São Rafael Guízar y Valencia, e formou seus filhos na piedade e caridade cristãs, ensinando-lhes a sair ao encontro das necessidades materiais e espirituais das pessoas; seu pai era proprietário de terras. Apesar da sua aparente vida de conformidade com os ditames da Igreja Católica, Maciel teve uma vida dupla e assumiu várias identidades. Abusou sexualmente de vários  rapazes menores. Para além disso sabe-se que teve casos com pelo menos duas mulheres, e tinha seis filhos, dois dos quais também teria abusado - era viciado em morfina e plagiou uma das suas mais importantes obras. Tudo isto foi reconhecido pelos Legionários de Cristo na sua página de Internet após uma investigação da Congregação para a Doutrina da Fé que chegou às mesmas conclusões.
O Papa Bento XVI (J. Ratzinger), afastou-o das suas funções sacerdotais e aconselhou-lhe uma vida de oração e penitência pelos pecados cometidos. O Vaticano, em 2010, afirmou que ele mantinha um “comportamento séria e objetivamente imoral”, acusando-o de levar uma vida “desprovida de qualquer escrúpulo e autêntico sentido de religião”.
É sabido que, ao fim de sua vida, no ano de 2008, Pe. Marcial Maciel morreu impenitente, recusando os sacramentos da Igreja, ao lado de uma das suas mulheres e sua filha.

## História
Maciel nasceu em Cotija, Michoacán, México, em 1920,  o  mais novo rapaz de nove filhos, numa família com fortes ligações à Igreja Católica. Numerosos parentes eram sacerdotes da igreja. Ele teve uma juventude problemática: seu pai ridicularizava-o por o achar afeminado, e encorajava os seus irmãos a chicoteá-lo. Ele enviou-o para trabalhar nos campos para que endurecesse; anos mais tarde Maciel disse a uma das suas vítimas que os condutores  de mulas no rancho de seu pai tinham abusado sexualmente dele.
A população de Cotija de la Paz no começo do século XX se distinguia por uma profunda religiosidade, caracterizada por tradições piedosas variadas e pelo florescimento de vocações sacerdotais e  religiosas, tendo sido o berço de seis bispos.
Quando Marcial estava prestes a cumprir sete anos, chegou à sua cidade o movimento "cristero". A insegurança da época levou a família Maciel a mudar para Jamay (Jalisco) e Zamora (Michoacán), onde Marcial receberia clandestinamente sua primeira comunhão. Ele viveu seus primeiros anos em um ambiente marcado pelo testemunho heróico de numerosos cristãos na época da perseguição religiosa.
Quando ele tinha nove anos de idade, o governo e a Igreja chegaram aos chamados "arreglos" e as tropas cristeras foram dissolvidas. Novamente em Cotija, Marcial continuou sua educação cristã, cursando os primeiros anos do Ensino Fundamental na escola particular de Maria Neri, aprendendo especialmente do exemplo de sua mãe.
Já adolescente, contemplando o cemitério, as casas e as pessoas do seu povoado, desde uma colina das imediações, Marcial diz ter pensado: "no fim de sua vida só restará o que tivermos feito por Deus e pelos nossos irmãos". 
Aos quinze anos, predominando ainda um ambiente hostil com relação à Igreja, ele entrou no seminário que seu tio-avô São Rafael Guízar y Valencia, bispo de Veracruz, dirigia clandestinamente na Cidade do México. Em 1936, na solenidade do Sagrado Coração de Jesus, orando diante do sacrário, ele teria experimentado um impulso interior que interpretou como o chamado de Deus para que reunisse um grupo de sacerdotes que percorressem o mundo transmitindo sem descanso o amor de Jesus Cristo. Essa ideia frutificaria, anos mais tarde, na fundação da congregação religiosa dos Legionários de Cristo e, posteriormente, do seu ramo laico, Regnum Christi.
Em Junho de 1938, morre Rafael Guízar, de ataque cardíaco,  um dia depois de ter uma violenta discussão com Maciel, a propósito de queixas de vizinhos sobre o comportamento deste. O seu sucessor expulsa M.Maciel do seminário.

## Primeiras dificuldades
De setembro de 1938 a junho de 1939, Marcial estudou no Seminario Interdiocesano de Montezuma, donde é também  expulso. Vai para  Cuernavaca, onde  teria continuado seus estudos  sob a orientação  do bispo de Cuernavaca,  Francisco González Arias, seu tio distante.  Em 6 de Dezembro de 1939 regressa como seminarista a Montezuma, e em 17 de Junho de 1940 é  mais uma vez expulso, sem serem dados a conhecer os motivos. Ele dirá que a causa foi organizar um grupo de devoção ao Sagrado Coração.
Começou a reunir alguns meninos (de 9 a 14 anos)  para dar início à sua fundação; alguns deles seriam os primeiros co-fundadores. Assim, com a bênção do bispo F.Arias,  no dia 3 de janeiro de 1941, estabeleceu-se uma comunidade na forma de seminário menor, constituída por 13 adolescentes e pelo jovem fundador de 20 anos. Eles se reuniram nos quartos emprestados de uma casa da Cidade do México. Desde Maio desse ano, a escola contaria com uma casa própria em Tlalpan (Distrito Federal do México).
Nos anos seguintes, Marcial estudou, arrecadou doações, atendeu a formação dos alunos e buscou novas vocações. No dia 26 de novembro de 1944, o fundador da Legião de Cristo foi ordenado sacerdote na Basílica de Nossa Senhora de Guadalupe, localizada na Cidade do México, acompanhado por seus familiares, alguns benfeitores e um grupo crescente de jovens que também dedicariam sua vida com empenho à fundação da nova obra.

## Primeira grande conquista
Marcial  Maciel, depois de visitar a Espanha e Roma, entre maio e junho daquele ano, pôde levar, em setembro, parte dos seminaristas a Comillas (Cantábria, Espanha), para que esses estudassem na renomada universidade pontifícia daquela localidade. Ainda que não tenham faltado adversidades, no dia 13 de junho de 1948, o bispo de Cuernavaca, Mons. Alfonso Espino y Silva, erigiu canonicamente a congregação religiosa dos Missionários do Sagrado Coração e da Virgem das Dores, que mais tarde seria chamada de Legionários de Cristo. Os membros do instituto, incluindo os seminaristas menores, já eram 50.
No coração do século das ideologias, da secularização e do pragmatismo, Marcial Maciel pregava que a felicidade humana se encontra na amizade pessoal com Jesus Cristo. Para ajudar este mundo que "se apaga e morre por falta de Cristo", Referência insuficiente ele tenta reunir um grupo de homens e mulheres que conheçam, vivam e transmitam o amor de Cristo, comprometidos a dar o melhor de si mesmos no esforço por comunicá-lo eficazmente ao seu próximo.

## Um pedido a salvação das almas
Na década de 1940, o fundador da Legião de Cristo viaja e percebe que a sociedade se seculariza progressivamente; ele afirma ter a impressão de que as pessoas não percebiam que – como lamentaria Paulo VI em 1975 – "a ruptura entre o Evangelho e a cultura é sem dúvida o drama da nossa época" (Evangelii nuntiandi, 20). Pio XII (Eugenio Pacelli) o confirmará em sua intuição: "eles deverão ser 'como um exército em ordem de batalha' (Cântico dos Cânticos, 6, 10) e hão de se empenhar na formação de católicos com liderança para os novos tempos".
O Movimento Regnum Christi será, desde os anos 1960, um dos principais instrumentos mediante o qual M. Maciel buscará formar apóstolos genuinamente cristãos.  Alguns de seus membros consagram toda a sua vida a Deus na pobreza, castidade e obediência, dedicando-se em tempo integral às obras de apostolado.
As primeiras suspeitas contra Maciel surgem já desde 1948. Em 1956, o Cardeal Valerio Valeri recebe queixas muito graves de abusos sexuais sobre menores, vindas do México, e suspende Maciel das suas funções. A morte do Papa Pio XII , em 1958,  no entanto, interrompe a investigação. Entretanto, o Cardeal de Roma , Clemente Micara, restitui a Maciel os seus cargos. Nos quarenta anos seguintes, todas as acusações contra Maciel são consideradas calúnias.

## Reconhecimento da congregação
Os Legionários de Cristo obtiveram o reconhecimento como congregação de direito pontifício mediante o "Decreto de Louvor", em fevereiro de 1965, outorgado por Paulo VI  (Giovanni  Montini). Nos anos socialmente turbulentos que se seguiram ao Concílio Vaticano II, a Legião de Cristo recebeu um sempre crescente número de vocações, e consolidou sua unidade interna, estendendo seu trabalho apostólico.
Os membros da Legião faziam votos de obediência, castidade e pobreza. Além destes, faziam votos privados, prometendo nunca criticar os seus superiores, denunciando quem o fizesse, e prometendo também não desejar cargos dentro da congregação. Em 2006 estes votos particulares foram retirados por Bento XVI; foi também anulada a prática de os superiores da Legião ouvirem em confissão os seus próprios subordinados.
Em 1970, o papa Paulo VI confiou à congregação a Prelazia de Chetumal, hoje Prelazia Cancún-Chetumal, território de missão no México, que guiada durante várias décadas por dom Jorge Bernal Vargas, L.C., e que, desde o final de 2004, está sob o ministério de dom Pedro Pablo Elizondo Cárdenas, L.C.
Como meio para transmitir o carisma supostamente recebido de Deus,  Maciel, além das conversas pessoais, deixou um abundante conjunto de conferências e um amplo epistolário. Escreveu também as obras fundamentais de toda a fundação religiosa, isto é, as constituições da Legião de Cristo e os estatutos do Movimento Regnum Christi, aprovados pela Santa Sé respectivamente em 1983 e 2004.
Em 1976, 1978 e 1989, o Bispo John McGann enviou  ao Vaticano uma carta de um ex-padre da Legião de Cristo,   acusando novamente o Padre Maciel de abusos sexuais, mas nada acontece.

## Formação integral
O Centro de Estudos Superiores da Legião de Cristo, localizado em Roma, forma hoje mais de 400 religiosos.
Maciel publicou "A formação integral do sacerdote católico" (Madri, 1990). Um livro sucessivamente traduzido para 8 idiomas, no qual aborda-se alguns temas que depois apareceriam na Exortação Apostólica Pós-sinodal Pastores dabo vobis (1992).
Em 1986, um grupo de sacerdotes legionários, animados por Maciel, lançou a revista de cultura católica "Ecclesia (?)", na qual escreveria, entre outros, o cardeal Joseph Ratzinger, futuro papa Bento XVI.
Em 1997,  oito ex-seminaristas, observando o silêncio da Igreja sobre o assunto dos abusos de Maciel,  publicaram num jornal dos EUA, o  Hartford Courant, acusações contra o padre,  alegando terem sido abusados sexualmente por ele durante os anos de 1940 a 1960, quando tinham idades compreendidas entre os 10 e 16 anos de idade. Eles descreveram como o líder que eles aprenderam a considerar como o epítome da santidade diria que tinha uma doença na virilha e havia recebido permissão papal para receber ajuda para as dores por meio de massagens. O grupo, que incluía acadêmicos respeitáveis e ex-padres, apresentou acusações formais  no Vaticano em 1998, mas foi informado no ano seguinte que o caso havia sido arquivado pela Congregação para a Doutrina da Fé, então chefiada pelo cardeal Joseph Ratzinger , mais tarde  Papa Bento XVI. 
Em uma época de evidentes necessidades educativas na América Latina, este sacerdote fundou o Instituto Cumbres (1954), primeira obra apostólica da Legião de Cristo, e a Universidade Anáhuac (1964), ambas na Cidade do México. Ele contou com a ajuda de vários sacerdotes legionários, o que tornou possível essas fundações. Essas duas instituições seriam as pioneiras de uma rede educativa que já superou 200 centros, chegando a 130 mil alunos em 21 países. Entre esses centros se encontram dezessete universidades e 40 Centros de Educação Superior.
Desde meados dos anos 1960, Maciel promoveu clubes juvenis de formação cristã e criou, em colaboração com sacerdotes legionários e membros do Regnum Christi, a organização de adolescentes católicos ECYD (anos 1970) e a rede NET - Nova Evangelização para o Terceiro Milênio (anos 1990). Nos anos 1970, impulsionou algumas instituições a favor da família, como FAME e Alfa e Omega.

## Situação atual
Atualmente (data?), os Legionários de Cristo têm três bispos, cerca de 750 sacerdotes e aproximadamente 2.500 aspirantes, noviços e religiosos em formação, com centros estabelecidos em 20 países do mundo; e o Regnum Christi conta com 70 mil membros, procedentes de cerca de 40 nacionalidades diferentes. 
Maciel foi um dos impulsionadores da renovação da formação sacerdotal posterior ao Concílio Vaticano II.Teria insistido na imitação e no seguimento de Cristo e na importância da formação humana. Numa época de fechamento e de lenta reabertura de seminários na Igreja, a Legião de Cristo abriu 20 seminários menores, 9 noviciados e 4 centros de Humanidades, Filosofia e Teologia para a formação dos religiosos legionários.
Atualmente, 672 evangelizadores em tempo integral trabalham em 56 dioceses de 4 países.
Padre Maciel idealizou o Escola da Fé - Instituto Pontifício Superior de Pastoral Catequética (1976), atualmente presente em 10 países do mundo. Para a evangelização da mídia, apoiou o interesse de vários sacerdotes  legionários e membros do Regnum Christi de desenvolver alguns meios de alcance nacional e internacional, como as estações de rádio e televisão, "Hombre Nuevo" e "Guadalupe Radio", respectivamente; em Los Angeles (Califórnia), o website católico Catholic.net e o jornal americano "National Catholic Register".
Com o desejo de responder às necessidades particulares da Igreja, manifestadas pelos sumos pontífices, o padre Maciel iniciou diversas obras. Destacam-se:
- Construção, em Roma, da igreja nacional mexicana consagrada a Nossa Senhora de Guadalupe (1958);
- Envio de vocações europeias e norte-americanas à América Latina desde a década de 1950;
- Incremento da presença evangelizadora na Europa desde os anos 1990;
- Preparação e início do apostolado do Regnum Christi em países da Ásia desde a segunda metade dessa década;
- Participação em encontros de responsáveis dos novos movimentos católicos.

Por convite do papa João Paulo II, o padre Maciel participou dos sínodos sobre a formação sacerdotal (1990), sobre a vida consagrada (1997) e da IV Conferência Geral do Episcopado Latino-Americano em Santo Domingo (1992). Participou da apresentação oficial à imprensa da exortação Pastores dabo vobis (1992) e de 2 congressos organizados por dicastérios da Santa Sé (1995 e 2000). João Paulo II o nomeou, em 1993, membro da Comissão Interdicasterial Permanente para uma Distribuição mais Eqüitativa do Clero no Mundo e, em 1994, consultor da Congregação para o Clero.
Depois de dirigir a congregação durante 64 anos,Maciel não quis aceitar, em janeiro de 2005, a reeleição como diretor geral. Ele preferiu que fosse outro sacerdote da congregação quem, ainda durante a vida do fundador, já assumisse essa responsabilidade. Por este motivo, o Capítulo Geral elegeu um novo diretor geral na pessoa do padre Álvaro Corcuera Martínez del Río.
Em Maio de 2006, o Papa Bento XVI, reabriu a investigação sobre Maciel, através da Congregação para a Doutrina da Fé,  e decidiu – dizendo levar em consideração tanto a idade avançada do Padre Maciel como a sua frágil saúde – renunciar a um processo canônico e convidar o padre a uma vida reservada dita de "oração e penitência", renunciando a todo o ministério público. Ao mesmo tempo, o Vaticano afirmava que o trabalho da Legião de Cristo fora apreciado, "independentemente da pessoa do fundador" . Num comunicado publicado no seu site logo após o anúncio do Vaticano, a Legião disse que Maciel havia declarado sua inocência, mas "seguindo o exemplo de Jesus Cristo, decidiu não se defender de forma alguma".
Em 25 de Março de 2010, quase 4 anos depois, a direção da ordem Legionários de Cristo finalmente admitiu que Marcial Maciel abusou sexualmente de seminaristas. E pediu perdão àqueles "que tenham sido afetados, feridos ou escandalizados com as ações reprováveis do nosso fundador". O documento reconheceu outros fatos que tinham sido divulgados pela imprensa desde há muito: que Maciel teve uma filha em um longo relacionamento com uma mulher, e que "apareceram outras duas pessoas, irmãos entre si, que afirmam ser filhos dele, fruto de relação com outra mulher". O comunicado assinado pelo diretor-geral padre Álvaro Corcuera, entre outros integrantes da direção, resume a lista enorme de delitos de Maciel com a expressão de que há "outras condutas graves".
Uma dessas condutas seria o fato de o próprio Corcuera, quando seminarista, ter sofrido abuso do fundador. Depois, os dois teriam se tornando amantes.[carece de fontes?] Quando foi afastado da ordem pelo Vaticano já idoso e doente, Maciel nomeou seu fiel seguidor Corcuera como sucessor.

## Minha vida é Cristo
No livro de Jesús Colina, (membro da Regnum Christi) "Minha vida é Cristo. Entrevista a Marcial Maciel" (Madri, 2003), Maciel deixou publicada uma dita síntese do seu pensamento. Afirmava ele que para si, a experiência do amor de Deus, evidenciado sobretudo na encarnação do Verbo para a nossa salvação, é o ponto de partida de uma vida cristã autêntica, entendida como busca de correspondência a esse amor.

## Filhos e outras polêmicas
Em uma edição de fevereiro de 2009, o jornal norte-americano New York Times afirmou que o Padre Maciel levava uma "vida dupla" e possuia "pelo menos" uma filha. Posteriormente, o jornal francês Le Monde publicou reportagem afirmando a existência de três filhos mexicanos, nascidos de uma outra mãe, um filho no Reino Unido e uma filha francesa, que já teria falecido, os jornais ainda alegam que ele seria um plagiador, viciado em drogas e que cometia abusos sexuais contra os noviços. O Vaticano reconhece as "dificuldades" pelas quais passaram os acusadores de Maciel durante os anos em que foram ostracizados ou ridicularizados, e elogiou sua "coragem e perseverança para demandar a verdade."

## Retiro e Morte das suas váriasPersonae
Marcial Maciel nunca foi castigado, nem como predador sexual, nem sob qualquer outra das acusações contra ele; foi apenas afastado. Passou os últimos anos da sua vida sem arrependimento nem desculpas, numa luxuosa villa pertencente à Legião de Cristo, em Jacksonville, nos EUA. Este desfecho desapontou as vítimas, mas impediu um aprofundamento do caso que seria embaraçoso para a Igreja e para a Legião.
"Foi uma farsa de justiça, um compromisso", na opinião de Juan José Vaca, um dos acusadores de M.Maciel. Também José Barba Martín, que testemunhou ter sido abusado por Maciel aos 16 anos em Roma, disse que a Igreja estava a enviar uma mensagem errada ao "deixá-lo sair e convidá-lo a meditar". J. Paul Lennon, que pertenceu muitos anos à Legião, ficou satisfeito com o fato de finalmente o Vaticano ter feito algo, mas desapontado por não ter sido mencionada nenhuma das vítimas. “ Eles foram chamados mentirosos pela Legião".
Maciel tinha pelo menos cinco identidades diferentes, tudo indica com documentos próprios. Era Raúl Rivas, ou Jaime Alberto González Ramírez, ou Juan Rivas. Dizia-se agente da CIA , detective particular ou alto executivo da indústria do petróleo. Tinha três filhos de uma mulher mexicana, Blanca Gutierrez, e uma filha de Norma Baños. Seria também pai de uma criança em Inglaterra e de uma jovem na Suiça. A somar a estas identidades, era Marcial Maciel, fundador de uma poderosa e rica ordem religiosa.
A 30 de Janeiro de 2008, morre Maciel, recusando confessar-se. Enquanto ele se apagava na Flórida, os secretários pessoais de Maciel foram ordenados a liquidar as suas várias identidades e propriedades associadas, fundos fiduciários e contas bancárias espalhadas por todo o mundo, ativos pessoais secretos estimados em cerca de 30 milhões de dólares. Nos últimos dias de Maciel, Norma Hilda e sua filha apareceram na cabeceira de Maciel, ansiosas para cuidar dele. Maciel disse a seus assessores: "Quero ficar com elas".  Estava presente também um exorcista: alguns dos assistentes de Maciel pensavam que sua repentina rejeição da religião poderia ser obra do diabo.
O anúncio oficial da sua morte foi feito pelo Padre Corcuera, que seria o seu sucessor á frente da Legião, que disse que M.Maciel fora para a "glória celeste".